# Matka Albania (posąg)
Matka Albania (alb. Nëna Shqipëri) – 12-metrowy pomnik znajdujący się na Cmentarzu Narodowych Męczenników Albanii (alb. Dëshmorët e Kombit), zbudowany w 1971 roku.

## Opis

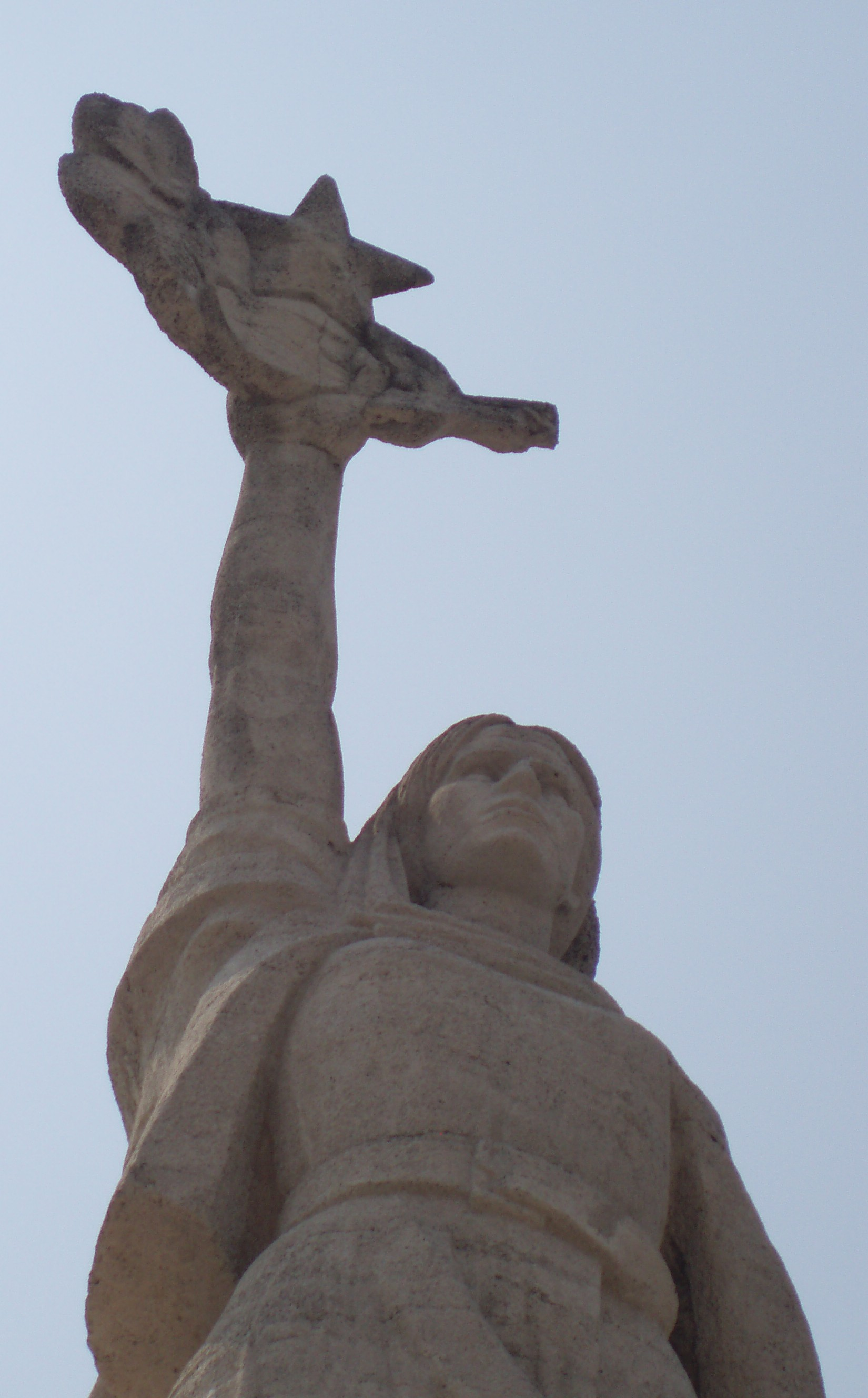
Zbliżenie na rzeźbę

Pomnik przedstawia kraj jako Matkę, strzegącą wiecznego snu tych, który oddali za nią życie. Na cmentarzu znajduje się ponad 28 tysięcy grobów albańskich partyzantów, którzy zginęli w trakcie II wojny światowej. Masywny posąg trzyma wieniec laurowy i gwiazdę. Na cmentarzu spoczywał także lider albańskiej partyzantki, a następnie dyktator Albanii Enver Hodża, którego szczątki zostały jednak ostatecznie przeniesione na inny cmentarz, gdzie postawiono mu skromniejszy grób.
Posąg został wykonany z betonu przez trzech rzeźbiarzy: Kristaqa Ramę, Mumtaza Dhramiego i Shabana Hadëriego. Stoi na trzymetrowej kolumnie. Wyryte na niej słowa: Lavdi e perjetshme deshmoreve te Atdheut, oznaczają Wieczna chwała dla męczenników Ojczyzny.

## Galeria

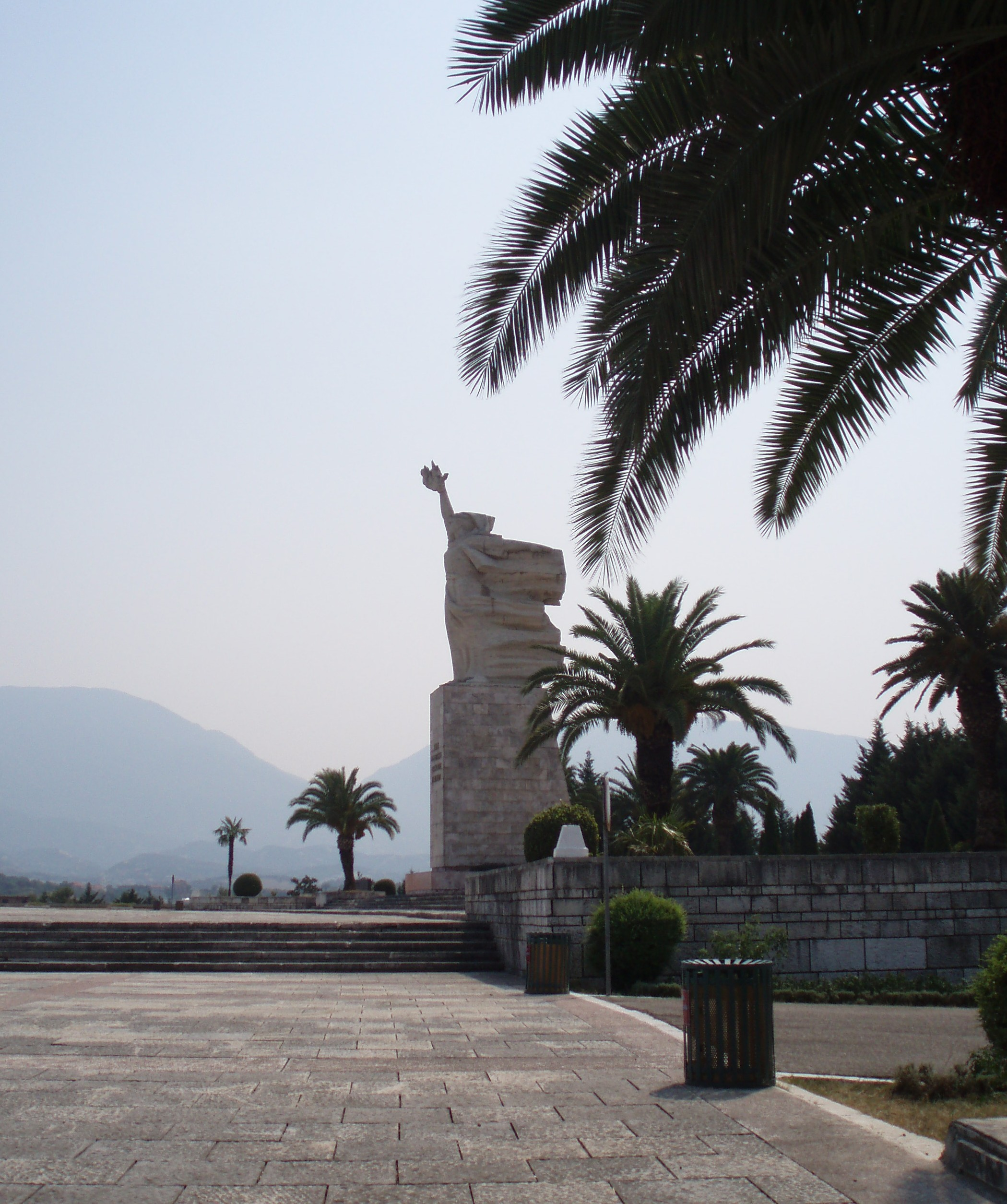
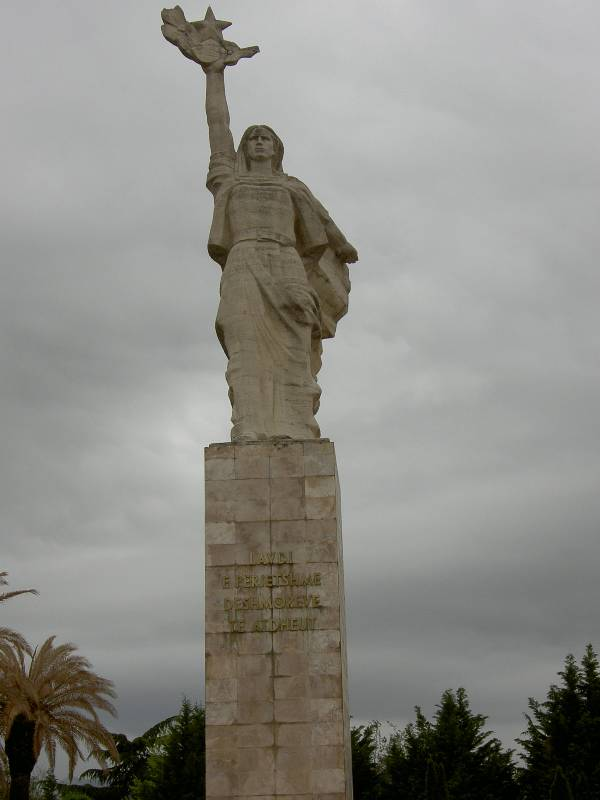